# Epiphloeinae
Epiphloeinae es una subfamilia de coleópteros polífagos de la familia Cleridae.

## Géneros
| - Acanthocollum - Amboakis - Decaphloeus - Decorosa Opitz, 2008 - Diapromeces Opitz, 1997 - Ellipotoma Spinola, 1844 - Epiphloeus Spinola, 1841 - Hapsidopteris Opitz, 1997 - Ichnea Laporte de Castelnau, 1836 - Iontoclerus Opitz, 1997 - Katamyurus Opitz, 1997 - Madoniella Pic, 1935 - Megaphloeus - Megatrachys Opitz, 1997 | - Neichnea - Opitzius Barr, 2006 - Parvochaetus Opitz, 2006 - Pennasolis - Pericales - Phlogistosternus - Pilosirus Opitz, 1997 - Plocamocera Spinola, 1844 - Pteroferus - Pyticeroides Kuwert, 1894 - Silveirasia - Stegnoclava - Turbophloeus |